# Pericolosamente
Pericolosamente, conosciuta dal 1947 anche come San Carlino, è una commedia in un atto unico scritta da Eduardo De Filippo nel 1938, appartenente al filone della "Cantata dei giorni pari".
La prima dell'opera, avvenuta al Teatro Eliseo di Roma il 20 novembre 1938, venne allestita dalla compagnia "Teatro Umoristico I De Filippo". 

## Trama
Michele torna dopo quindici anni dagli Stati Uniti d'America a Napoli. Il suo vecchio amico Arturo si offre di ospitarlo in casa propria, dove l'uomo fa la conoscenza di Dorotea, moglie di Arturo, donna ingenua e dal carattere bellicoso. La donna confessa a Michele che, sin dal giorno stesso del matrimonio, durante i loro quotidiani litigi Arturo tenta di assassinarla a colpi di pistola: tuttavia, per due anni ella è sfuggita per miracolo alla mira del marito. Michele rimane sconvolto da questa rivelazione.
Quando Arturo rientra a casa, in effetti, afferma di essersi recato a comprare delle pallottole per la rivoltella. Quando le chiede di preparare due caffè, Dorotea, stizzita, risponde che non ha intenzione di fargli da serva. Comincia un furibondo litigio, durante il quale Michele prende la rivoltella e spara alla moglie, lasciando Michele sconvolto. La donna, tuttavia si salva, e credendosi miracolata cambia improvvisamente atteggiamento: si mostra premurosa e prepara i caffè richiestile. Poco dopo, però, Dorotea si infuria di nuovo con Arturo per lo strappo che lui si è procurato nella giacca: nonostante Michele tenti di salvare la donna, questa riceve un secondo colpo di pistola, al quale scampa ancora una volta. Tornata mansueta, prende la giacca dell'uomo per rammendarla.
A quel punto Michele, terrorizzato, afferma di voler denunciare Arturo; l'amico gli dà però una spiegazione: Dorotea ha un carattere irascibile e puntiglioso, difficile da domare a parole; il giorno del matrimonio, nel corso di una lite, Arturo fece finta di spararle con una scacciacani: notando il repentino cambio di atteggiamento di sua moglie, si era convinto che quello potesse essere l'unico modo per tenerla a bada. La pistola, comunque, è sempre caricata a salve, motivo per il quale la donna non è mai stata davvero in pericolo. Michele, sollevato, accetta l'invito a cena di Arturo; Dorotea però si oppone, sbarrando loro il passo verso la porta: stavolta è lo stesso Michele che, nella fretta di uscire a mangiare, incita Arturo a sparare Dorotea. Dopo l'ennesimo colpo di rivoltella andato a vuoto, la donna augura ai due amici buona serata, lasciando intendere che, al suo ritorno, Arturo la troverà pronta a fare l'amore. Un attimo prima di uscire, tuttavia, Arturo si gira e spara tre colpi contro la moglie:
(Pericolosamente, chiusura della commedia)